# 大和猿楽
大和猿楽（やまとさるがく）とは、大和国（現在の奈良県）を中心として活躍した猿楽の座。現代の能楽の源流とされる。
古くから興福寺や春日大社などの神事に奉仕することを職務とし、外山（とび）座、坂戸座、円満井（えんまんい）座、結崎（ゆうざき）座の4座が特に知られて、大和四座と称された。室町時代に入って結崎座の観阿弥・世阿弥父子が将軍家に重んじられて猿楽を現在の能楽とほぼ同等の芸能に発展させている。以後、豊臣氏・徳川氏にも重んじられ、外山座は宝生座、坂戸座は金剛座、円満井座は金春座、結崎座は観世座となり、元和年間に金剛座から分かれた喜多流を加えた四座一流となった。明治維新後は「座」の形を失ったが諸流派となって現存している。